# Dřínov (okres Kladno)
Dřínov (Duits: Schindhöfen) is een Tsjechische gemeente in de regio Midden-Bohemen en maakt deel uit van het district Kladno. Het dorp ligt op vijftien kilometer afstand van de stad Kladno en op vijf kilometer afstand van Slaný.
Dřínov telt 356 inwoners (2023).

## Geografie
Dřínov ligt op een glooiende heuvel van 270 meter, net onder de Za hájem- (314 meter) en Hradištěheuvels (297 meter). De Dřínovskýbeek stroomt ten noorden van het dorp.
De gemeente Dřínov bestaat uit de volgende plaatsen:
- Dřínov;
- Drchkov.

## Etymologie
De naam Dřínov is afgeleid van de naam Dřín en betekent Dříns erf. In historische bronnen komt de naam voor als de Drzienowa (1316), Drzenow (1358), in villa Drzienowie (1382), Drzienow (1352-1399), Drzinow (1405) en w drzinowie (1547).

## Geschiedenis
Dřínov werd al in de prehistorie bewoond. Dat blijkt uit zowel het feit dat in 1844 tijdens de bouw van de school restanten van een prehistorische begraafplaats zijn aangetroffen, alsook het feit dat in 1895 tijdens landbouwwerkzaamheden een menselijk prehistorisch skelet werd omgeploegd. De volledige begraafplaats stamt uit de úněticecultuur en is volledig te bezichtigen.
De eerste schriftelijke vermelding van het dorp (Paulik, orphanus de Drzienowa) dateert echter uit 1316. Dřínov veranderde vaak van eigenaar, vooral door schulden, maar ook door politieke omstandigheden. Zo werd het dorp in 1547 verbeurd verklaard aan de stad Slaný wegens deelname aan de Boheemse opstand tegen keizer Ferdinand I.
In 1813 verzamelde een coalitieleger van drie keizers zich in dit gebied tussen Dřínov, Vraný en Jarpice om na de parade bij Vraný de stellingen van het Franse leger bij Dresden aan te vallen. 80.000 soldaten werden gelegerd in het gebied tussen Dřínov en Lisovice.
Op 27 juli 1914 vertrokken vijftien mannen uit Dřínov om te vechten in het leger in verband met de Eerste Wereldoorlog. In totaal stierven negen van hen, waarvan er acht in de strijd omkwamen en één door een lawine in Tirol werd bedolven. Ter nagedachtenis is er een monument op het dorpsplein geplaatst.
Sinds 1960 is Dřínov een zelfstandige gemeente binnen het district Kladno.

## Verkeer en vervoer

### Autowegen
Er leiden verschillende regionale wegen naar het dorp, waaronder weg II/118 naar Slaný, Zlonice en Mšené-Lázně.

### Spoorlijnen
Er is geen station in het dorp. Spoorlijn 110 Kralupy nad Vltavou - Slaný - Louny loopt wel langs het dorp. Het dichtstbijzijnde station is Zlonice, op 1,5 km afstand buiten het dorp. Vanaf dat station takt tevens de spoorlijn Vraňany -Libochovice af.

### Buslijnen
In het dorp halteren buslijnen naar Slaný, Klobuky en Panenský Týnec (1 keer per dag per richting) en naar Slaný, Klobuky en Vraný (9 keer per dag). De lijnen worden geëxploiteerd door vervoerder ČSAD Slaný.

## Bezienswaardigheden
- Sint-Lucaskerk;
- Dřínovlinde, een monumentale lindeboom ten noorden van de kerk;
- Natuurgebied Hradiště.

## Geboren
- František Kohout (1841-1899), boekhandelaar in Praag en mede-eigenaar van uitgeverij Bursík & Kohout

## Galerij

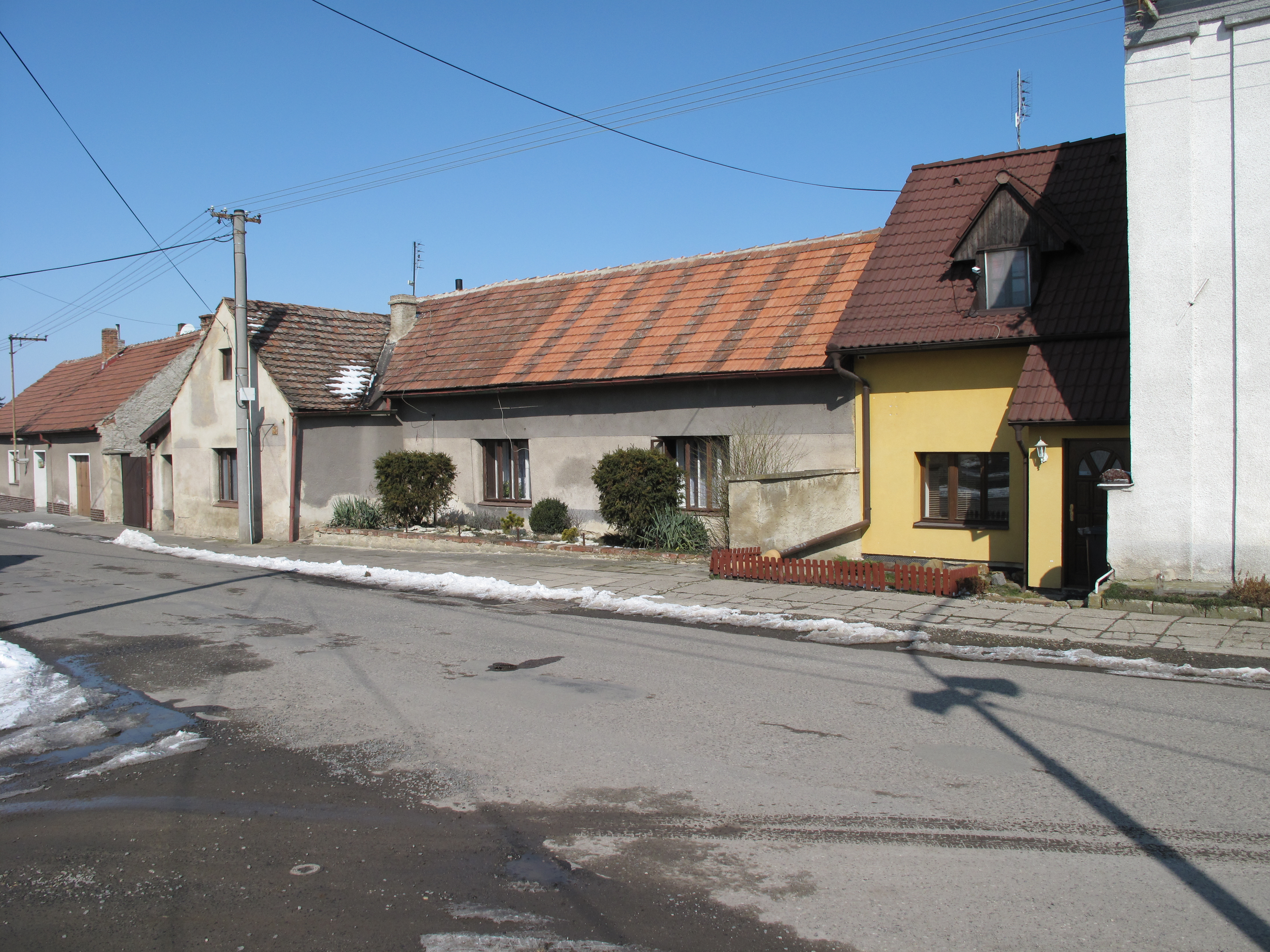
Huis in Dřínov (1)
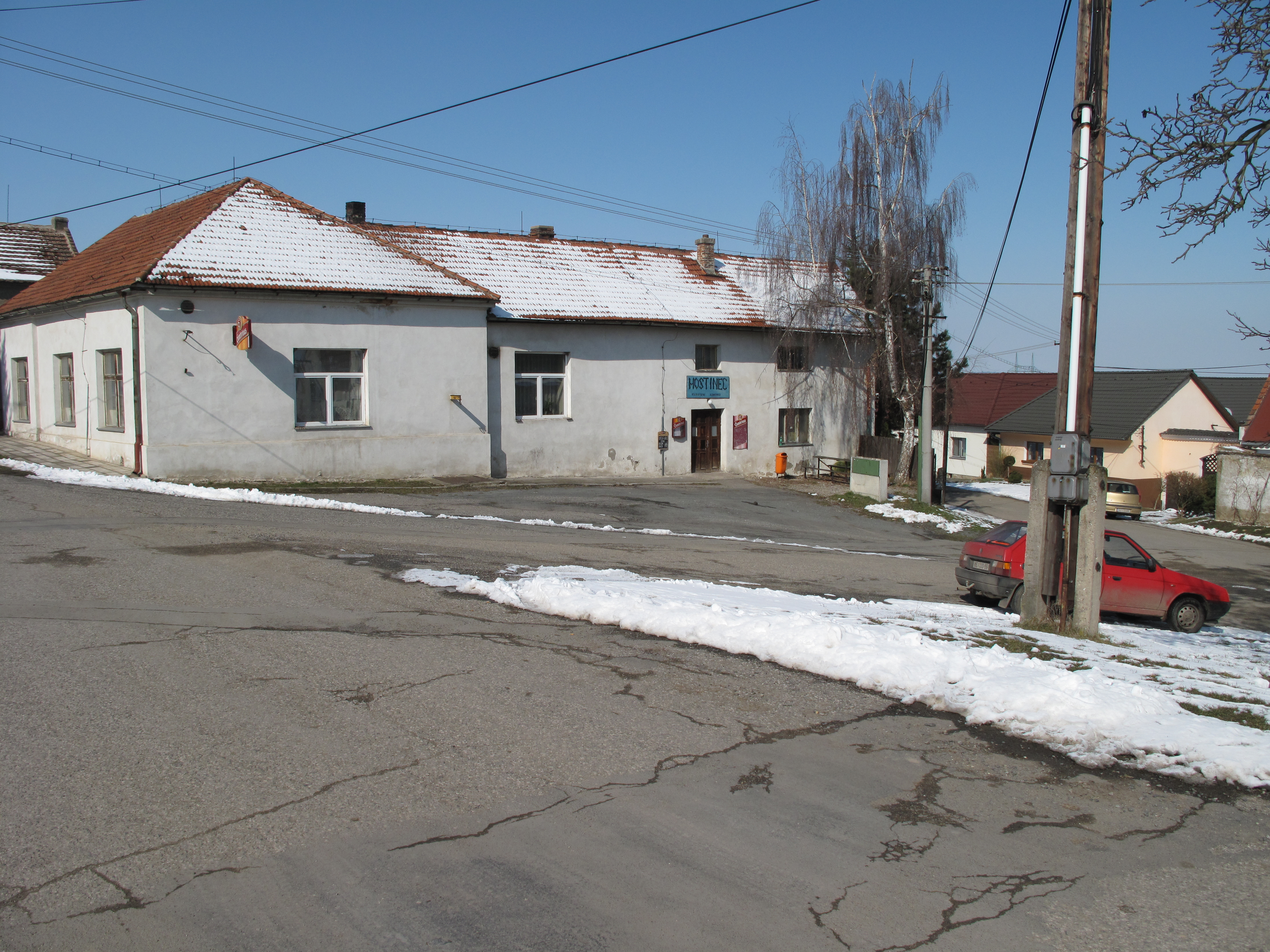
Café in Dřínov
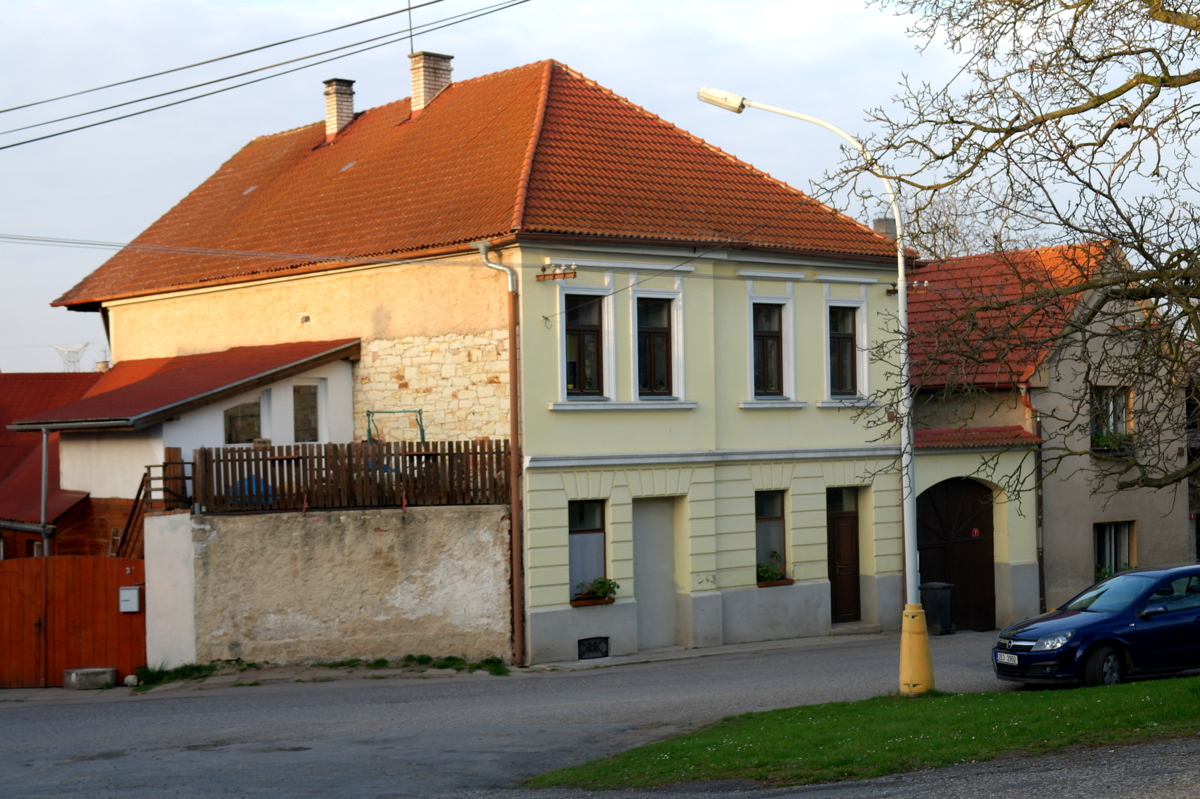
Huis in Dřínov (1)
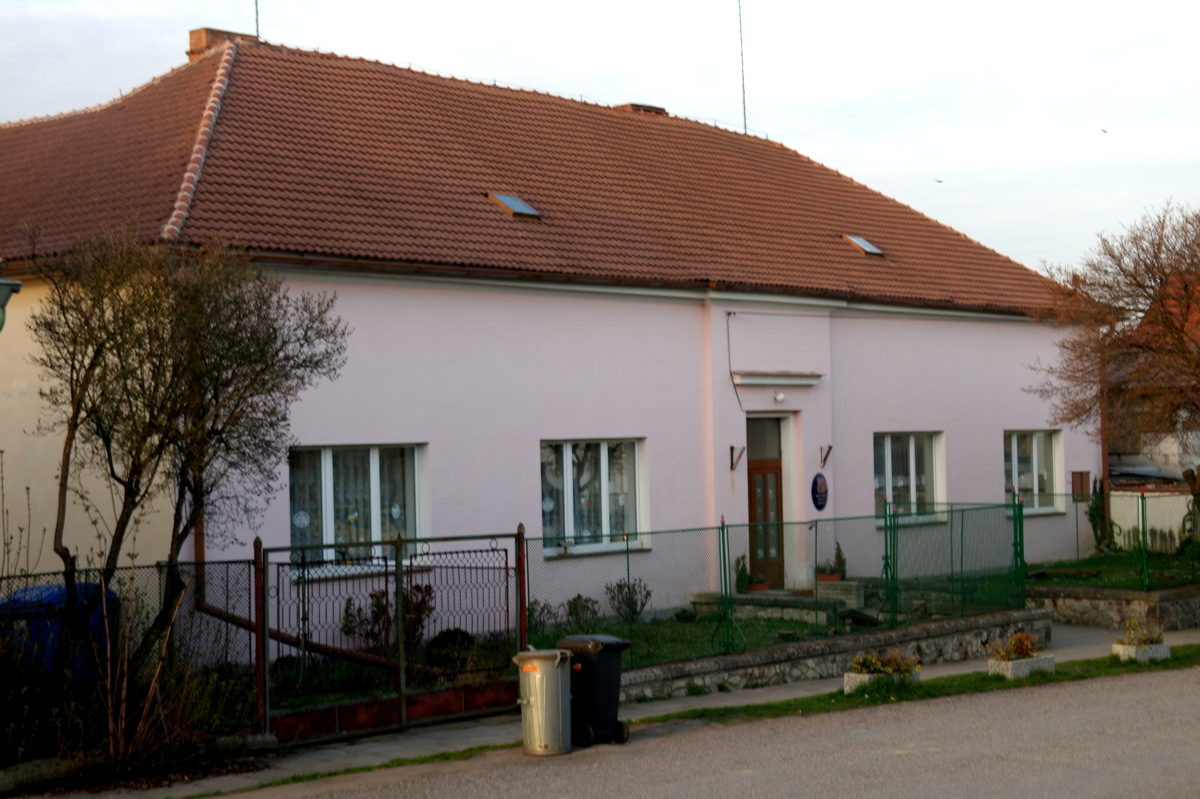
Kleuterschool
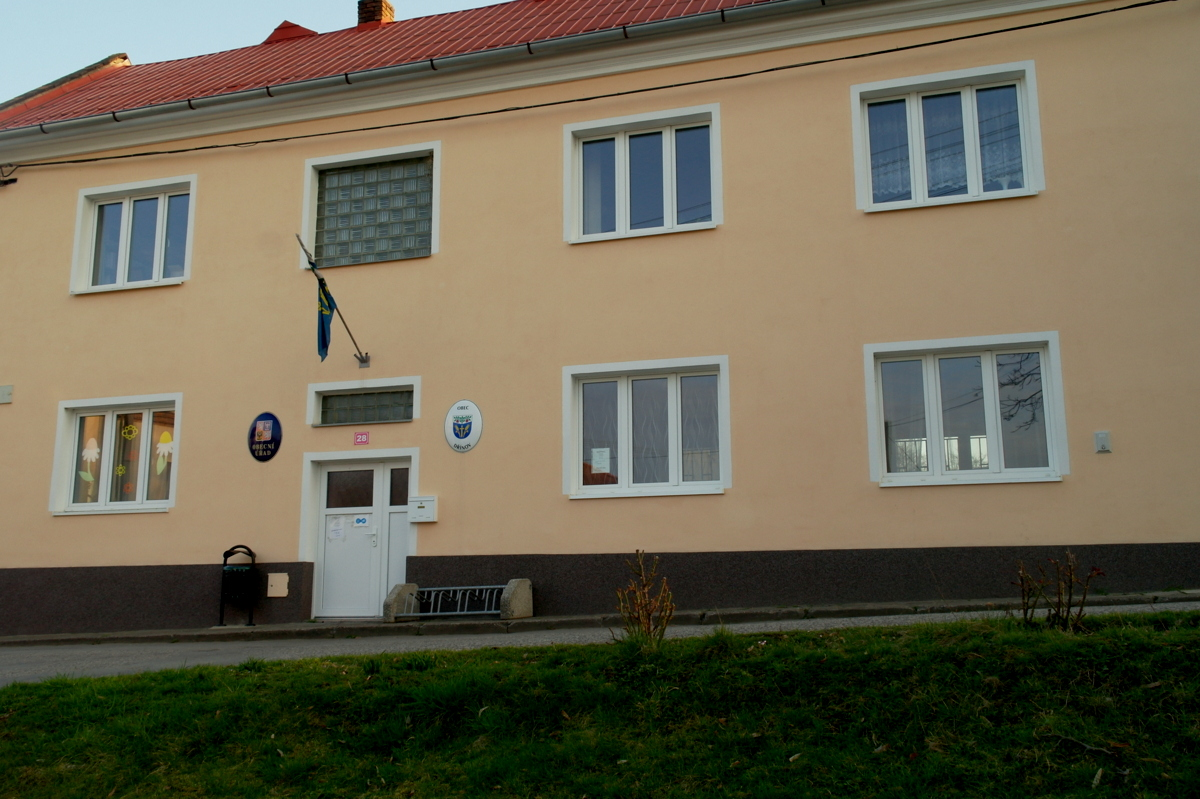
Gemeentehuis
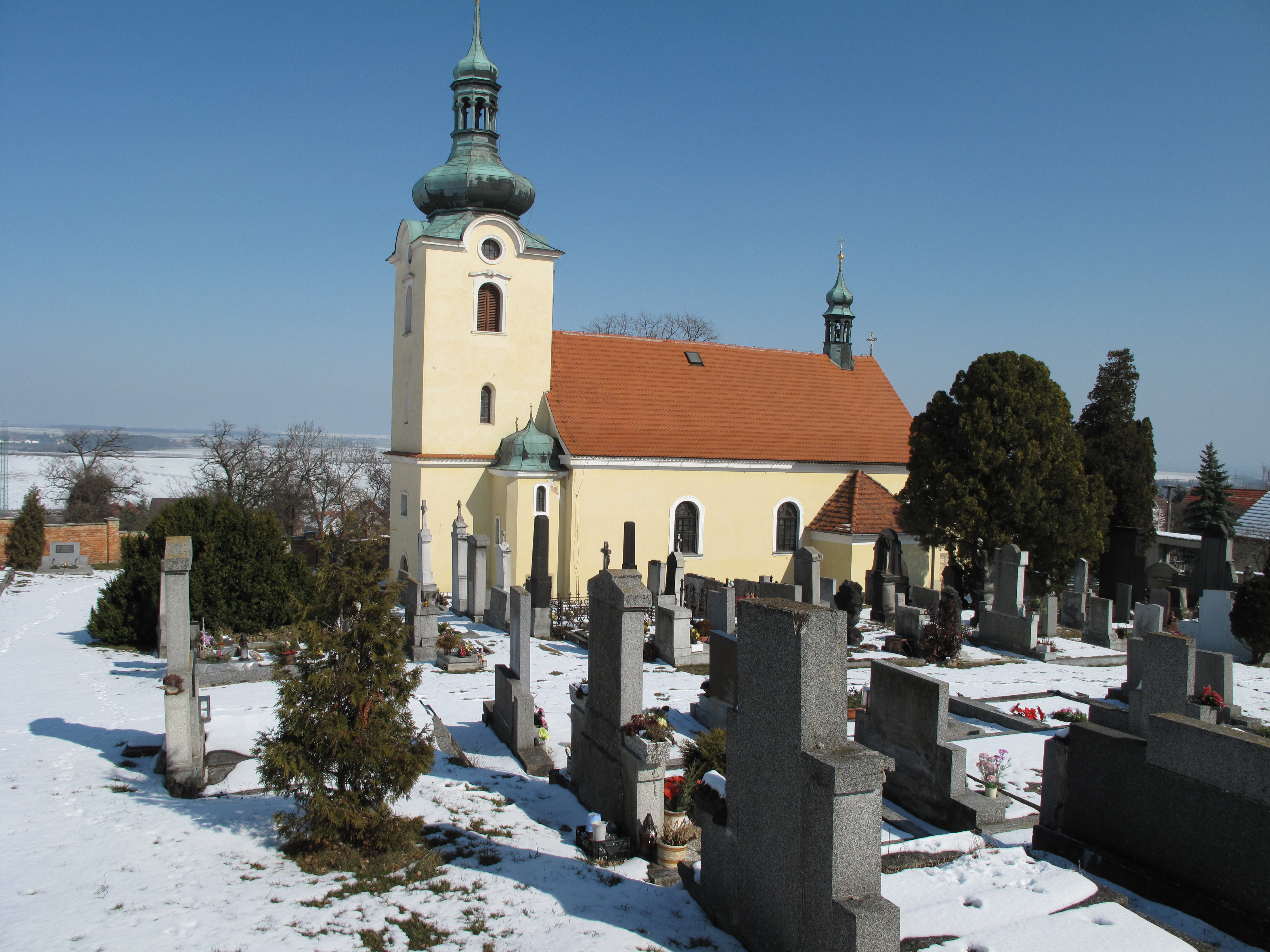
Sint-Lucaskerk
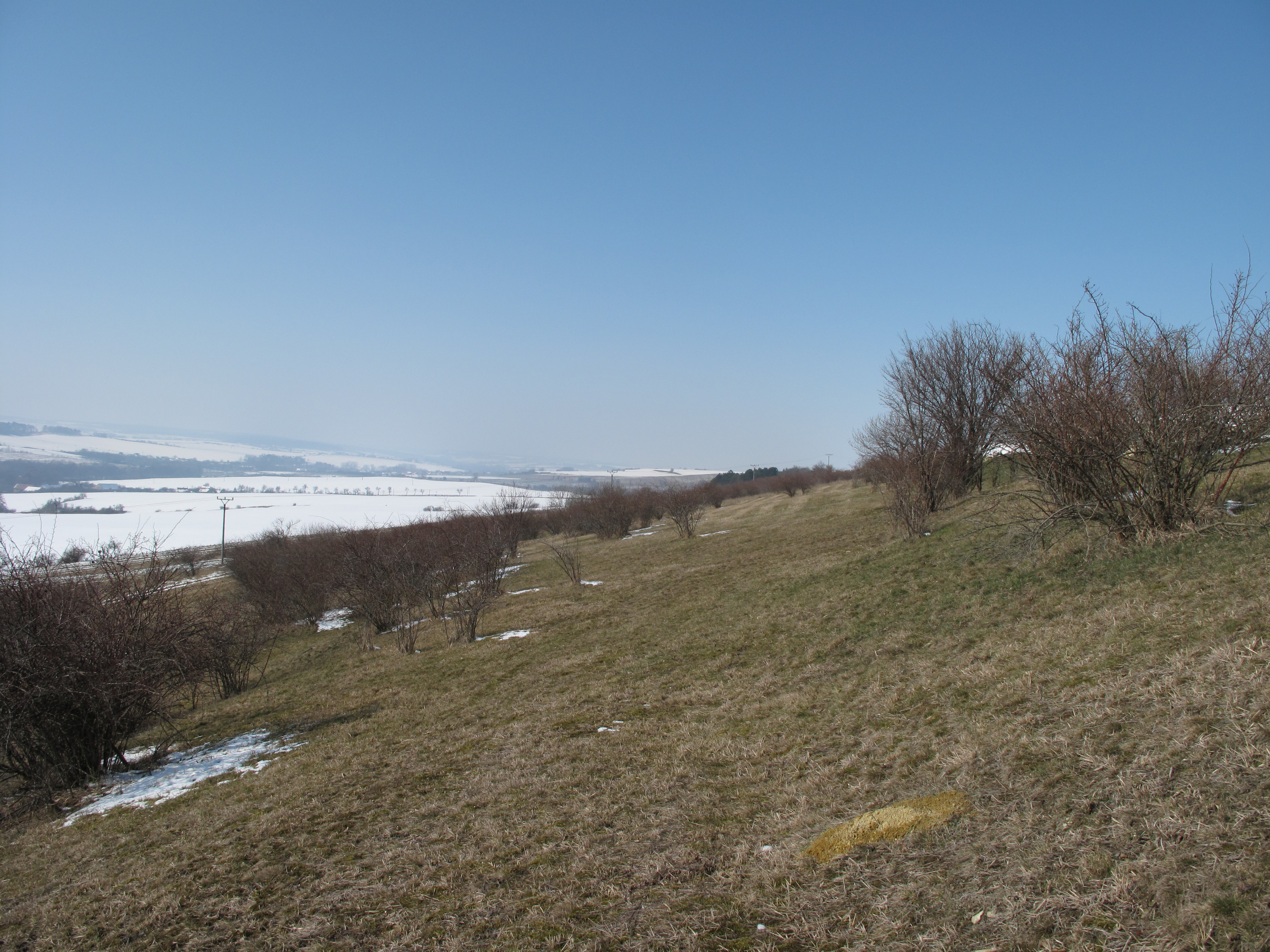
Natuurgebied Hradiště